# Goodhue County
Goodhue County är ett administrativt område i delstaten Minnesota i USA. År 2010 hade countyt 46 183 invånare. Den administrativa huvudorten (county seat) är Red Wing. 

## Politik
Goodhue County har under senare år blivit ett så kallat swing distrikt och det brukar vara jämnt mellan republikanerna och demokraterna i valen. Republikanernas kandidat har dock vunnit området i samtliga presidentval under 2000-talet, om än med liten marginal. I valet 2016 bröts trenden något och republikanernas kandidat vann med siffrorna 54,6 procent mot 36,7 för demokraternas kandidat, vilket är den största segern i området för en republikansk presidentkandidat sedan valet 1984. Historiskt har området röstat för republikanerna i de flesta presidentval mellan 1980 och 1892.

## Geografi
Enligt United States Census Bureau har countyt en total area på 2 021 km². 1 964 km² av den arean är land och 57 km² är vatten.   

### Angränsande countyn
- Pierce County, Wisconsin - nordost
- Pepin County, Wisconsin - nordost
- Wabasha County - öster, sydost
- Olmsted County - sydost
- Dodge County - sydväst
- Rice County - väst
- Dakota County - nordväst